# Værker af Constantin Hansen
Dette er en sandsynligvis ikke komplet) liste over værker af Constantin Hansen, genereret ud fra Wikidata.
Carl Christian Constantin Hansen (3. november 1804 i Rom – 29. marts 1880 på Frederiksberg) var en dansk historiemaler.
Hvis et eller af flere af værkerne står med Q-nummer, er du mere end velkommen til at tilføje værkets danske titel på Wikidata.
Denne liste bliver periodisk opdateret af en bot. Manuelle ændringer ved listen bliver fjernet ved næste opdatering!
| billede | artikel                                                                                                 | år           | samling                                             | genre                       | afbilder |
| ------- | --- | ------------ | --------------------------------------------------- | --------------------------- | --- |
|         | Maleren Thorald Læssøe som dreng                                                                        | 1824         | Statens Museum for Kunst                            | portræt                     | Thorald Læssøe |
|         | Kunstnerens søster Alvilde                                                                              | 1825         | Statens Museum for Kunst                            | portræt                     | |
|         | Selvportræt                                                                                             | 1825         | Statens Museum for Kunst                            | selvportræt                 | Constantin Hansen |
|         | Kunstnerens ældste søster Ida                                                                           | 1825         | Statens Museum for Kunst                            |                             | |
|         | Siddende Fløjtespillende mandlig Model                                                                  | 1820s        | Sveriges Nationalmuseum                             | portræt                     | fløjte |
|         | Portico of Christiansborg Castle, Copenhagen                                                            | 1826         | Göteborgs konstmuseum                               | arkitekturmaleri            | kvinde barn passage Porticus Christiansborg Slot |
|         | Kunstnerens søstre Signe og Henriette læsende i en bog                                                  | 1826         | Statens Museum for Kunst                            |                             | |
|         | Pige med frugter i en kurv                                                                              | 1827         | Statens Museum for Kunst                            | portræt                     | pige hat kurv frugt |
|         | Selvportræt                                                                                             | 1827         | Statens Museum for Kunst                            | selvportræt                 | Constantin Hansen |
|         | Tre unge piger. Kunstnerens søstre Alvilde, Ida, Henriette                                              | 1827         | Statens Museum for Kunst                            |                             | |
|         | Alvilde Hansen, the Artist’s Sister                                                                     | 1827         | Sveriges Nationalmuseum                             | portræt                     | |
|         | Landscape with a Farmhouse                                                                              | 19th century | Sveriges Nationalmuseum                             |                             | |
|         | Parti af det indvendige af Ringsted Kirke. I forgrunden Constantin Hansen og Jørgen Roed                | 1829         | Statens Museum for Kunst                            |                             | Sankt Bendts Kirke |
|         | Forfatterinden Juliane Marie Jessen                                                                     | 1830         | Statens Museum for Kunst                            |                             | |
|         | Pastor Jens Bindesbøll                                                                                  | 1830         | Statens Museum for Kunst                            | portræt                     | Jens Bindesbøll |
|         | Frøken Caroline Sophie Møller                                                                           | 1830         | Statens Museum for Kunst                            |                             | |
|         | Slottet Kronborg                                                                                        | 1834         | Statens Museum for Kunst                            |                             | Kronborg flag |
|         | Trompetertårnets spir. Kronborg. Studie                                                                 | 1834         | Statens Museum for Kunst                            | landskabsmaleri             | |
|         | Konsistorialråd J. Ernst Wegener                                                                        | 1834         | Statens Museum for Kunst                            |                             | |
|         | Jeunes Garçons jouant aux dés devant le château de Christiansborg à Copenhague                          | 1834         | Louvre                                              |                             | base slot København underholdning trappe dreng terningspil nøgenhed bukser fod smil |
|         | Hanne Wanscher, f. Wegener                                                                              | 1835         | Statens Museum for Kunst                            | portræt                     | |
|         | Portræt af Frederikke Vilhelmine Hage f. Faber                                                          | 1836         | Nivaagaards Malerisamling                           | portræt                     | kvinde |
|         | San Pietro in Vincoli, Rom                                                                              | 1836         | Sveriges Nationalmuseum                             | landskabsmaleri             | træ hus San Pietro in Vincoli |
|         | En gade i Rom. Vicolo Sterrato                                                                          | 1837         | Statens Museum for Kunst                            | landskabsmaleri             | |
|         | Studie af en romersk morraspiller                                                                       | 1837         | Statens Museum for Kunst                            |                             | mand |
|         | Et selskab af danske kunstnere i Rom                                                                    | 1837         | Statens Museum for Kunst                            | gruppeportræt               | Constantin Hansen Gottlieb Bindesbøll Martinus Rørbye Wilhelm Marstrand Ditlev Blunck Albert Küchler Jørgen Sonne chibouk hund altan bord stol maleri hat Fez |
|         | Maleren Jørgen Sonne                                                                                    | 1837         | Statens Museum for Kunst                            | portræt                     | Jørgen Sonne |
|         | Maleren Ditlev Blunck                                                                                   | 1837         | Statens Museum for Kunst                            |                             | |
|         | Martinus Rørbye                                                                                         | 1837         | Statens Museum for Kunst                            | portræt                     | Martinus Rørbye mand høj hat |
|         | Vestatemplet med dets omgivelser                                                                        | 1837         | Statens Museum for Kunst                            |                             | Vestatemplet springvand petanque game menneske |
|         | Arkitekten Gottlieb Bindesbøll                                                                          | 1837         | Statens Museum for Kunst                            |                             | |
|         | Maleren Albert Küchler                                                                                  | 1837         | Statens Museum for Kunst                            | portræt                     | Albert Küchler |
|         | Parti af Poseidon-templet i Pæstum. Studie.                                                             | 1838         | Thorvaldsens Museum                                 |                             | Second Temple of Hera in Paestum |
|         | To søjler fra Neptun-Templet i Pæstum                                                                   | 1838         | Metropolitan Museum of Art                          | arkitekturmaleri            | ruin tempel søjle |
|         | En hyrdedreng fra Pompeji                                                                               | 1838         | Statens Museum for Kunst                            |                             | |
|         | Athenatemplet i Pæstum                                                                                  | 1838         | Statens Museum for Kunst                            |                             | Athene-templet i Paestum |
|         | Autio luostarinpiha                                                                                     | 1838         | Finlands nationalgalleri                            |                             | |
|         | Ischia                                                                                                  | 1838         | Sveriges Nationalmuseum                             |                             | |
|         | Hvilende model                                                                                          | 1839         | Ny Carlsberg Glyptotek                              |                             | naked woman nøgenhed hovedpude |
|         | Det indre af S. Maria sopra Minerva i Rom                                                               | 1839         | Nivaagaards Malerisamling                           | church interior             | Santa Maria sopra Minerva |
|         | Parti af Poseidon-templet i Pæstum.                                                                     | 1839         | Thorvaldsens Museum                                 |                             | Second Temple of Hera in Paestum fløjtenist dreng |
|         | Scene på Molo'en ved Napoli                                                                             | 1839         | Statens Museum for Kunst                            |                             | |
|         | Titusbuen i Rom                                                                                         | 1839         | Statens Museum for Kunst                            |                             | |
|         | Minervatemplet på Nervas Forum, Rom                                                                     | 1840         | Sveriges Nationalmuseum                             | bylandskabsbillede          | Temple of Minerva |
|         | En hyrdedreng fra Pæstum                                                                                | 19th century |                                                     |                             | |
|         | Parti fra Villa Albanis have, Rom                                                                       | 1841         | Statens Museum for Kunst                            |                             | Rom have Villa Albani |
|         | Woman from Sora. Study for altar board in Valby Church                                                  | 1841         | Sveriges Nationalmuseum                             | portræt                     | |
|         | Orfeus opstegen fra Tartaros                                                                            | 1845         | Statens Museum for Kunst                            | mytologisk maleri           | Orfeus |
|         | Prometheus danner mennesket af ler                                                                      | 1845         | Statens Museum for Kunst                            | mytologisk maleri           | Prometheus |
|         | Parti af Forum Romanum med Concordia-Templet og Septimius Severus' Triumphbue, set fra Foden af Capitol | 1846         |                                                     | Vedutmaleri                 | Forum Romanum Temple of Concord Septimius Severus-buen |
|         | Apollon med lyren                                                                                       | 1846         | Statens Museum for Kunst                            | mytologisk maleri           | Apollon lyre |
|         | Mandlig model                                                                                           | 19th century | Statens Museum for Kunst                            |                             | |
|         | Siddende nøgen mandlig model                                                                            | 19th century | Statens Museum for Kunst                            |                             | |
|         | Stående nøgen kvindelig model                                                                           | 19th century | Statens Museum for Kunst                            |                             | |
|         | Apollon og Hermes                                                                                       | 19th century | Statens Museum for Kunst                            | mytologisk maleri           | Apollon Hermes |
|         | Athene, fulgt af sejsgudinden Nike, tvistes med Poseidon om besiddelsen af Attika                       | 19th century | Statens Museum for Kunst                            |                             | |
|         | Apollon                                                                                                 | 19th century | Statens Museum for Kunst                            | mytologisk maleri           | Apollon |
|         | Siddende mandlig model                                                                                  | 19th century | Statens Museum for Kunst                            |                             | |
|         | Apollon og Pythia                                                                                       | 19th century | Statens Museum for Kunst                            | mytologisk maleri           | Apollon Pythia |
|         | Peder Roed, maleren Jørgen Roeds fader                                                                  | 19th century | Statens Museum for Kunst                            |                             | |
|         | Den grundlovgivende forsamling                                                                          | 19th century | Statens Museum for Kunst                            |                             | |
|         | Pallas Athenes fødsel                                                                                   | 1850         | Statens Museum for Kunst                            |                             | |
|         | En lille pige, Elise Købke, med en kop foran sig                                                        | 1850         | Statens Museum for Kunst                            | portræt                     | |
|         | Portræt af Alfred Hage (1851)                                                                           | 1851         | Nivaagaards Malerisamling                           | portræt                     | Alfred Hage |
|         | Athene, fulgt af Sejersgudinden Nike, tvistes med Poseidon om Besiddelsen af Attika.                    | 1850s        |                                                     |                             | Nike Athene Poseidon træ |
|         | Portræt af Jean Holm, Lem i Bombebøssen. Brystbilled, 3/4 profil mod højre                              | 1851         | Sveriges Nationalmuseum                             | portræt                     | |
|         | Margrethe Vullum som barn                                                                               | 1853         | Nasjonalmuseet                                      | portræt                     | Margrethe Vullum |
|         | Shepherd boy in the temple, Paestum                                                                     | 1854         | Nasjonalmuseet                                      | genrekunst arkitekturmaleri | Paestum |
|         | Studie af en ung kvinde (Oline Købke)                                                                   | 1855         | Statens Museum for Kunst                            |                             | |
|         | Studie af en ung kvinde (Oline Købke)                                                                   | 1855         | Statens Museum for Kunst                            |                             | |
|         | Studie af en ung kvinde (Thora Købke)                                                                   | 1855         | Statens Museum for Kunst                            |                             | |
|         | Loki. Study for Ægir’s Feast                                                                            | 1855         | Sveriges Nationalmuseum                             |                             | |
|         | Portræt af godsejer Alfred Hage (1803-1872)                                                             | 1856         | Nivaagaards Malerisamling                           | portræt                     | Alfred Hage |
|         | Ægirs gæstebud                                                                                          | 1857         | Statens Museum for Kunst                            |                             | Ægir |
|         | Tor. Study for Aegir’s Feast                                                                            | 1850s        | Sveriges Nationalmuseum                             | portræt                     | |
|         | Thorvaldsens Museum set fra Nybrogade                                                                   | 1858         | Thorvaldsens Museum                                 | arkitekturmaleri            | Thorvaldsens Museum Christiansborg Slot robåd himmel Bertel Thorvaldsens Plads |
|         | Thorvaldsens Museum, København                                                                          | 1858         | Metropolitan Museum of Art                          | arkitekturmaleri            | Thorvaldsens Museum Bertel Thorvaldsens Plads Christiansborg Slot himmel museum båd |
|         | Det indvendige af den gamle hammermølle ved Hellebæk                                                    | 1859         | Statens Museum for Kunst                            |                             | |
|         | En husmoder ved sin båndvæv taler med to børn                                                           | 1859         | Statens Museum for Kunst                            |                             | |
|         | Interiør med Georgia Skovgaard og sønnerne. Joakim med byggeklodser og Niels stående på moderens skød   | 1860 1859    | Skovgaard Museet                                    | gruppeportræt               | Georgia Skovgaard Joakim Skovgaard Niels Skovgaard |
|         | Interiørstudie                                                                                          | 1860s        | Statens Museum for Kunst                            |                             | bord stol søjle |
|         | Den Grundlovgivende Rigsforsamling                                                                      | 1861         | Det Nationalhistoriske Museum på Frederiksborg Slot | historiemaleri              | Peter Georg Bang Johan Nicolai Madvig H.N. Clausen L.N. Hvidt Joachim Frederik Schouw P.D. Bruun Andreas Frederik Krieger Carl Christopher Georg Andræ Carl Christian Hall Christian Albrecht Bluhme Carl Emil Bardenfleth Adam Wilhelm Moltke Ditlev Gothard Monrad Anton Frederik Tscherning Frederik Marcus Knuth Christian Christopher Zahrtmann Orla Lehmann Carl Ploug Georg Aagaard Hother Hage Anders Sandøe Ørsted Jacob Peter Mynster National Constituent Assembly |
|         | Meta Magdalene Hammerich og kunstnerens datter Kristiane Konstantin Hansen                              | 1861         | Statens Museum for Kunst                            |                             | |
|         | Tegnér Crowns Oehlenschläger with a Wreath in the Lund Cathedral, 1829                                  | 1866         | Det Nationalhistoriske Museum på Frederiksborg Slot |                             | Esaias Tegnér Adam Oehlenschläger |
|         | Q124246799                                                                                              | 1866         |                                                     |                             | |
|         | Parti af det indre af S. Lorenzo fuori le mura                                                          | 1867         | Statens Museum for Kunst                            |                             | |
|         | Jens Simmelkær Asmussen og Katrine Asmussen som børn                                                    | 1867         | Statens Museum for Kunst                            |                             | |
|         | To romerske morraspillere uden for et osteria                                                           | 1872         | Statens Museum for Kunst                            |                             | |
|         | Protagoras                                                                                              | 1875         | Statens Museum for Kunst                            |                             | |
|         | Brahe's Uranienborg                                                                                     | 19th century |                                                     |                             | |
|         | Værker af Constantin Hansen                                                                             |              |                                                     |                             | |
|         | Kronborg gezien vanuit het noordwesten                                                                  |              | Museum Boijmans Van Beuningen                       |                             | Kronborg |
|         | Liggande hjort                                                                                          |              | Sveriges Nationalmuseum                             |                             | |
|         | Porträtt av dam med korkskruvslockar                                                                    |              | Sveriges Nationalmuseum                             |                             | |
|         | Daidalos och Ikaros, skiss till väggmålning                                                             |              | Sveriges Nationalmuseum                             |                             | |
|         | Skämtteckning                                                                                           |              | Sveriges Nationalmuseum                             |                             | |
|         | Danska konstnärer i Rom                                                                                 |              | Sveriges Nationalmuseum                             |                             | |
|         | Gatpojke spelar tärning vid Kristiansborgs Slott                                                        |              | Sveriges Nationalmuseum                             |                             | |
|         | Interiör i Ringsted kyrka                                                                               |              | Sveriges Nationalmuseum                             |                             | |